# Rocket Ride (KISS)
Rocket Ride è un brano musicale del gruppo hard rock statunitense Kiss, pubblicato nel live Alive II. Il singolo è uscito nel 1977, raggiungendo la 39ª posizione delle classifiche americane.

## Il brano
Scritta dal chitarrista Ace Frehley, nonché seconda da lui cantata, è l'unica dei cinque inediti di Alive II dove Frehley non è sostituito dal turnista Bob Kulick. Non fu mai suonata dal vivo dai Kiss, mentre è un pezzo stabile dei concerti solisti del chitarrista.

## Curiosità
- Ace Frehley ha dichiarato che questa fu la prima canzone della quale era soddisfatto riguardo alle parti vocali.
- Il tour di supporto al suo album solista Anomaly del 2009 prende il nome da questa canzone.

## Tracce
- Lato A - Rocket Ride
- Lato B - Tomorrow and Tonight (live)

## Formazione
- Gene Simmons - basso
- Paul Stanley - chitarra ritmica
- Peter Criss - batteria
- Ace Frehley - chitarra solista, voce